# Axel Runström
Axel Vilhelm Runström, född 15 oktober 1883 i Stockholm, död 10 augusti 1943 i Stockholm, var en svensk simhoppare och vattenpolospelare.
Han blev olympisk bronsmedaljör 1908.